# Middenhoven

Middenhoven is een wijk in de Nederlandse plaats Amstelveen.
De wijk Middenhoven is midden jaren '80 gebouwd, al waren er al in 1970 plannen. Amstelveen had een woningtekort. De wijk wordt begrensd door de Beneluxbaan, Gondel, de Bovenkerkerpolder en de Bovenkerkerweg. In het hart van de wijk bevindt zich winkelcentrum Middenhoven en is er een eigen wijkpark, dat in de winter veranderd kan worden tot ijsbaan. Buurtcentrum De Meent deelt een gebouw met drie basisscholen: De Pioniers (openbaar), de Willem-Alexanderschool (protestants-christelijk) en de Cirkel (Rooms-katholiek).
Tramlijn 25 van het GVB en een viertal buslijnen van Connexxion zorgen voor een directe verbinding met het stadshart, het ziekenhuis, Station Amsterdam Zuid, het centrum van Amsterdam, Aalsmeer,  Uithoorn en Schiphol.